# Francja na Zimowych Igrzyskach Olimpijskich 2018

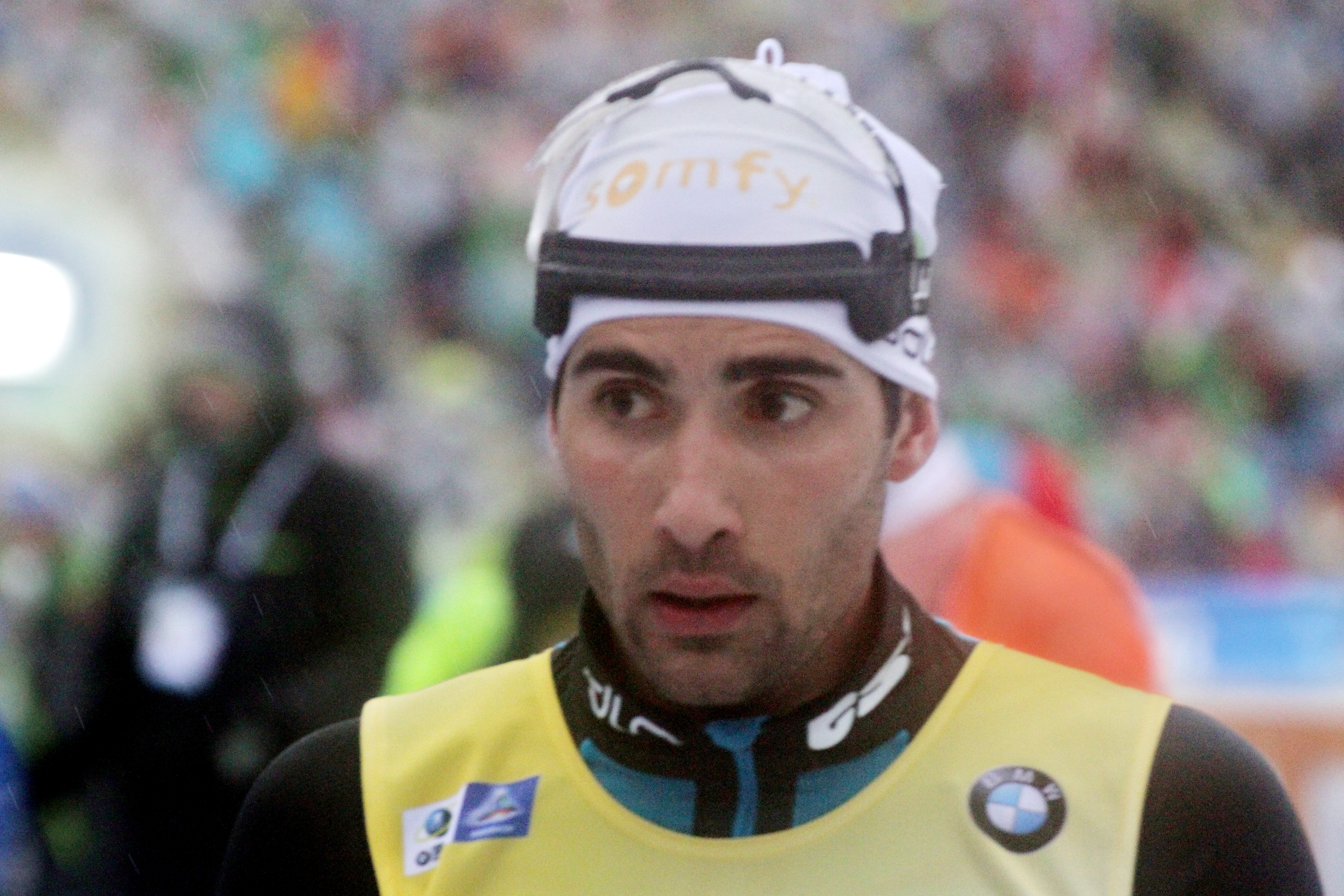
Martin Fourcade – trzykrotny mistrz olimpijski z Pjongczangu

Francja na Zimowych Igrzyskach Olimpijskich 2018 – reprezentacja sportowców z Francji uczestniczących w XXIII Zimowych Igrzyskach Olimpijskich w 2018 roku w Pjongczangu. 
W kadrze znalazło się 106 zawodników – 63 mężczyzn i 43 kobiety. Reprezentanci Francji wystąpili w 11 dyscyplinach sportowych. Nie wystawili żadnego reprezentanta w saneczkarstwie, skeletonie oraz turniejach w hokeju na lodzie i curlingu.
Chorążym reprezentacji Francji podczas ceremonii otwarcia igrzysk był Martin Fourcade, a podczas ceremonii zamknięcia – Gabriella Papadakis i Guillaume Cizeron. Podczas ceremonii otwarcia reprezentacja weszła na stadion jako 85., a podczas ceremonii zamknięcia jako 86. w kolejności, w obu przypadkach pomiędzy ekipami z Portoryka i Macedonii.
Był to 23. start reprezentacji Francji na zimowych igrzyskach olimpijskich. Reprezentacja startuje nieprzerwanie we wszystkich zimowych igrzyskach od początku ich rozgrywania. Francuzi zdobyli w Pjongczangu 15 medali olimpijskich – 5 złotych, 4 srebrne i 6 brązowych. Dało im to dziewiąte miejsce w klasyfikacji medalowej igrzysk. Po raz pierwszy Francuzi wywalczyli pięć złotych medali podczas jednej edycji zimowych igrzysk olimpijskich.
Najbardziej utytułowanym francuskim zawodnikiem został biathlonista Martin Fourcade, który zdobył trzy złote medale. Zwyciężył również w indywidualnej klasyfikacji multimedalistów igrzysk w Pjongczangu, ex aequo z norweskim biegaczem Johannesem Høsflotem Klæbo. Dzięki zdobytym w 2018 roku medalom Fourcarde powiększył swój łączny dorobek medalowy do pięciu złotych i dwóch srebrnych medali, co uczyniło go najbardziej utytułowanym reprezentantem Francji w historii startów tego kraju w igrzyskach olimpijskich, wliczając w to letnie i zimowe edycje imprezy.

## Statystyki według dyscyplin
Francuzi wzięli udział w zawodach w 11 dyscyplinach sportowych. Najliczniejszą reprezentację, liczącą 22 osoby, stanowili narciarze alpejscy.
| Dyscyplina            | Mężczyźni | Kobiety | Razem |
| --------------------- | --------- | ------- | ----- |
| Biathlon              | 6         | 6       | 12    |
| Biegi narciarskie     | 9         | 4       | 13    |
| Bobsleje              | 5         | –       | 5     |
| Kombinacja norweska   | 5         | –       | 5     |
| Łyżwiarstwo figurowe  | 4         | 4       | 8     |
| Łyżwiarstwo szybkie   | 1         | –       | 1     |
| Narciarstwo alpejskie | 13        | 9       | 22    |
| Narciarstwo dowolne   | 11        | 8       | 19    |
| Short track           | 2         | 2       | 4     |
| Skoki narciarskie     | 2         | 2       | 4     |
| Snowboarding          | 5         | 8       | 13    |
| Razem                 | 63        | 43      | 106   |

## Zdobyte medale
| Medale według dni | Medale według dni | Medale według dni | Medale według dni | Medale według dni | Medale według dni | Medale według dni |
| ----------------- | ----------------- | ----------------- | ----------------- | ----------------- | ----------------- | ----------------- |
| Dzień             | Data              | złoto             | srebro            | brąz              | Razem             |                   |
| Dzień 1           | 10.02             | –                 | –                 | –                 | –                 |                   |
| Dzień 2           | 11.02             | 1                 | –                 | –                 | 1                 |                   |
| Dzień 3           | 12.02             | 1                 | –                 | 1                 | 2                 |                   |
| Dzień 4           | 13.02             | –                 | 1                 | 1                 | 2                 |                   |
| Dzień 5           | 14.02             | –                 | –                 | –                 | –                 |                   |
| Dzień 6           | 15.02             | 1                 | –                 | –                 | 1                 |                   |
| Dzień 7           | 16.02             | –                 | 1                 | –                 | 1                 |                   |
| Dzień 8           | 17.02             | –                 | –                 | –                 | –                 |                   |
| Dzień 9           | 18.02             | 1                 | –                 | 2                 | 3                 |                   |
| Dzień 10          | 19.02             | –                 | –                 | –                 | –                 |                   |
| Dzień 11          | 20.02             | 1                 | 2                 | –                 | 3                 |                   |
| Dzień 12          | 21.02             | –                 | –                 | 1                 | 1                 |                   |
| Dzień 13          | 22.02             | –                 | –                 | 1                 | 1                 |                   |
| Dzień 14          | 23.02             | –                 | –                 | –                 | –                 |                   |
| Dzień 15          | 24.02             | –                 | –                 | –                 | –                 |                   |
| Dzień 16          | 25.02             | –                 | –                 | –                 | –                 |                   |

| Medal  | Zawodnik                                                                 | Dyscyplina            | Konkurencja               | Data      |
| ------ | ------------------------------------------------------------------------ | --------------------- | ------------------------- | --------- |
| Złoto  | Perrine Laffont                                                          | Narciarstwo dowolne   | Jazda po muldach kobiet   | 11 lutego |
| Złoto  | Martin Fourcade                                                          | Biathlon              | Bieg pościgowy mężczyzn   | 12 lutego |
| Złoto  | Pierre Vaultier                                                          | Snowboarding          | Snowboard cross mężczyzn  | 15 lutego |
| Złoto  | Martin Fourcade                                                          | Biathlon              | Bieg masowy mężczyzn      | 18 lutego |
| Złoto  | Marie Dorin Habert Anaïs Bescond Simon Desthieux Martin Fourcade         | Biathlon              | Sztafeta mieszana         | 20 lutego |
| Srebro | Alexis Pinturault                                                        | Narciarstwo alpejskie | Superkombinacja mężczyzn  | 13 lutego |
| Srebro | Julia Pereira de Sousa-Mabileau                                          | Snowboarding          | Snowboard cross kobiet    | 16 lutego |
| Srebro | Gabriella Papadakis Guillaume Cizeron                                    | Łyżwiarstwo figurowe  | Pary taneczne             | 20 lutego |
| Srebro | Marie Martinod                                                           | Narciarstwo dowolne   | Halfpipe kobiet           | 20 lutego |
| Brąz   | Anaïs Bescond                                                            | Biathlon              | Bieg pościgowy kobie      | 12 lutego |
| Brąz   | Victor Muffat-Jeandet                                                    | Narciarstwo alpejskie | Superkombinacja mężczyzn  | 13 lutego |
| Brąz   | Alexis Pinturault                                                        | Narciarstwo alpejskie | Slalom gigant mężczyzn    | 18 lutego |
| Brąz   | Adrien Backscheider Jean-Marc Gaillard Maurice Manificat Clément Parisse | Biegi narciarskie     | Sztafeta mężczyzn         | 18 lutego |
| Brąz   | Maurice Manificat Richard Jouve                                          | Biegi narciarskie     | Sprint drużynowy mężczyzn | 21 lutego |
| Brąz   | Anaïs Chevalier Marie Dorin Habert Justine Braisaz Anaïs Bescond         | Biathlon              | Sztafeta kobiet           | 22 lutego |

## Skład reprezentacji

### Biathlon
| Konkurencja                        | Zawodnik                                                            | Wynik                                     | Wynik                | Miejsce         |
| Konkurencja                        | Zawodnik                                                            | Czas                                      | Pudła                | Miejsce         |
| ---------------------------------- | ------------------------------------------------------------------- | ----------------------------------------- | -------------------- | --------------- |
| Sprint kobiet – 7,5 km             | Anaïs Bescond                                                       | 22:20,8                                   | 2 (0+2)              | 19.             |
| Sprint kobiet – 7,5 km             | Justine Braisaz                                                     | 21:54,1                                   | 2 (1+1)              | 10.             |
| Sprint kobiet – 7,5 km             | Anaïs Chevalier                                                     | 22:15,6                                   | 2 (1+1)              | 16.             |
| Sprint kobiet – 7,5 km             | Marie Dorin Habert                                                  | 21:39,3                                   | 1 (1+0)              | 4.              |
| Bieg pościgowy kobiet – 10 km      | Anaïs Bescond                                                       | 31:04,9                                   | 1 (0+0+1+0)          | 3.              |
| Bieg pościgowy kobiet – 10 km      | Justine Braisaz                                                     | 34:08,0                                   | 7 (0+2+1+4)          | 34.             |
| Bieg pościgowy kobiet – 10 km      | Anaïs Chevalier                                                     | 33:28,0                                   | 5 (3+0+0+2)          | 24.             |
| Bieg pościgowy kobiet – 10 km      | Marie Dorin Habert                                                  | 33:37,8                                   | 7 (2+0+2+3)          | 27.             |
| Bieg indywidualny kobiet – 15 km   | Célia Aymonier                                                      | 46:40,3                                   | 5 (2+1+0+2)          | 48.             |
| Bieg indywidualny kobiet – 15 km   | Anaïs Bescond                                                       | 45:10,9                                   | 3 (2+0+1+0)          | 31.             |
| Bieg indywidualny kobiet – 15 km   | Justine Braisaz                                                     | 46:57,2                                   | 5 (1+2+2+0)          | 55.             |
| Bieg indywidualny kobiet – 15 km   | Anaïs Chevalier                                                     | 45:01,9                                   | 3 (1+1+1+0)          | 28.             |
| Bieg masowy kobiet – 12,5 km       | Anaïs Bescond                                                       | 37:23,5                                   | 4 (1+0+2+1)          | 17.             |
| Bieg masowy kobiet – 12,5 km       | Justine Braisaz                                                     | 37:49,6                                   | 5 (0+1+3+1)          | 20.             |
| Bieg masowy kobiet – 12,5 km       | Anaïs Chevalier                                                     | 40:39,7                                   | 6 (2+3+1+0)          | 29.             |
| Bieg masowy kobiet – 12,5 km       | Marie Dorin Habert                                                  | 36:20,9                                   | 2 (0+1+0+1)          | 9.              |
| Sztafeta kobiet – 4×6 km           | Anaïs Chevalier Marie Dorin Habert Justine Braisaz Anaïs Bescond    | 17:20,8 18:25,6 18:40,6 17:54,0 1:12:21,0 | 0+3 0+2 0+6 0+3 0+14 | 5. 7. 6. 3.     |
| Sprint mężczyzn – 10 km            | Simon Desthieux                                                     | 24:11,1                                   | 2 (2+0)              | 12.             |
| Sprint mężczyzn – 10 km            | Quentin Fillon Maillet                                              | 25:28,1                                   | 4 (3+1)              | 48.             |
| Sprint mężczyzn – 10 km            | Martin Fourcade                                                     | 24:00,9                                   | 3 (3+0)              | 8.              |
| Sprint mężczyzn – 10 km            | Antonin Guigonnat                                                   | 24:37,5                                   | 3 (1+2)              | 27.             |
| Bieg pościgowy mężczyzn – 12,5 km  | Simon Desthieux                                                     | 33:55,4                                   | 3 (1+0+1+1)          | 7.              |
| Bieg pościgowy mężczyzn – 12,5 km  | Quentin Fillon Maillet                                              | 37:57,2                                   | 7 (3+0+2+2)          | 44.             |
| Bieg pościgowy mężczyzn – 12,5 km  | Martin Fourcade                                                     | 32:51,7                                   | 1 (1+0+0+0)          | 1.              |
| Bieg pościgowy mężczyzn – 12,5 km  | Antonin Guigonnat                                                   | 35:27,9                                   | 5 (2+1+0+2)          | 19.             |
| Bieg indywidualny mężczyzn – 20 km | Simon Desthieux                                                     | 51:03,6                                   | 4 (0+2+1+1)          | 27.             |
| Bieg indywidualny mężczyzn – 20 km | Martin Fourcade                                                     | 48:46,2                                   | 2 (0+0+0+2)          | 5.              |
| Bieg indywidualny mężczyzn – 20 km | Antonin Guigonnat                                                   | 50:33,5                                   | 2 (0+2+0+0)          | 23.             |
| Bieg indywidualny mężczyzn – 20 km | Émilien Jacquelin                                                   | 55:26,1                                   | 7 (2+2+2+1)          | 77.             |
| Bieg masowy mężczyzn – 15 km       | Simon Desthieux                                                     | 37:45,9                                   | 5 (1+2+2+0)          | 22.             |
| Bieg masowy mężczyzn – 15 km       | Quentin Fillon Maillet                                              | 38:57,5                                   | 7 (3+2+2+0)          | 29.             |
| Bieg masowy mężczyzn – 15 km       | Martin Fourcade                                                     | 35:47,3                                   | 2 (1+0+0+1)          | 1.              |
| Bieg masowy mężczyzn – 15 km       | Antonin Guigonnat                                                   | 37:15,3                                   | 5 (1+0+2+2)          | 19.             |
| Sztafeta mężczyzn – 4×7,5 km       | Simon Desthieux Émilien Jacquelin Martin Fourcade Antonin Guigonnat | 20:12,1 19:06,0 20:01,2 19:23,8 1:18:43,1 | 2+5 0+1 1+4 0+2 3+12 | 15. 5. 6. 2. 5. |
| Sztafeta mieszana – 2×6 + 2×7,5 km | Marie Dorin Habert Anaïs Bescond Simon Desthieux Martin Fourcade    | 15:51,1 16:46,4 17:58,4 1:08:34,3         | 0+0 0+4 0+0 0+4      | 3. 9. 2. 1. 1.  |

### Biegi narciarskie
| Konkurencja                                         | Zawodnik                          | Kwalifikacje | Kwalifikacje | Ćwierćfinały | Ćwierćfinały | Półfinały | Półfinały | Finały    | Finały  | Finały  |
| Konkurencja                                         | Zawodnik                          | Czas         | Miejsce      | Czas         | Miejsce      | Czas      | Miejsce   | Czas      | Strata  | Miejsce |
| --------------------------------------------------- | --------------------------------- | ------------ | ------------ | ------------ | ------------ | --------- | --------- | --------- | ------- | ------- |
| Sprint indywidualny kobiet stylem klasycznym        | Aurore Jean                       | 3:32,45      | 46. nq       | NQ           | NQ           | NQ        | NQ        | NQ        | NQ      | 46.     |
| Sprint drużynowy kobiet stylem dowolnym             | Coraline Thomas Hugue Aurore Jean | —            | —            | —            | —            | 16:40,40  | 6. Q      | 16:32,49  | +36,02  | 8.      |
| Bieg indywidualny kobiet na 10 km stylem dowolnym   | Delphine Claudel                  | —            | —            | —            | —            | —         | —         | 28:58,9   | +3:58,4 | 57.     |
| Bieg indywidualny kobiet na 10 km stylem dowolnym   | Anouk Faivre-Picon                | —            | —            | —            | —            | —         | —         | 27:42,8   | +2:42,3 | 35.     |
| Bieg indywidualny kobiet na 10 km stylem dowolnym   | Coraline Thomas Hugue             | —            | —            | —            | —            | —         | —         | 26:37,9   | +1:37,4 | 14.     |
| Bieg indywidualny kobiet na 10 km stylem dowolnym   | Aurore Jean                       | —            | —            | —            | —            | —         | —         | 27:12,6   | +2:12,1 | 22.     |
| Bieg łączony kobiet na 15 km                        | Anouk Faivre-Picon                | —            | —            | —            | —            | —         | —         | 42:03,8   | +1:18,9 | 13.     |
| Bieg łączony kobiet na 15 km                        | Coraline Thomas Hugue             | —            | —            | —            | —            | —         | —         | 43:56,2   | +3:11,3 | 29.     |
| Bieg łączony kobiet na 15 km                        | Aurore Jean                       | —            | —            | —            | —            | —         | —         | 43:00,8   | +2:15,9 | 23.     |
| Sztafeta kobiet 4×5 km                              | Aurore Jean                       | —            | —            | —            | —            | —         | —         | 14:37,7   | +4:25,9 | 12.     |
| Sztafeta kobiet 4×5 km                              | Anouk Faivre-Picon                | —            | —            | —            | —            | —         | —         | 14:43,7   | +4:25,9 | 12.     |
| Sztafeta kobiet 4×5 km                              | Coraline Thomas Hugue             | —            | —            | —            | —            | —         | —         | 12:52,2   | +4:25,9 | 12.     |
| Sztafeta kobiet 4×5 km                              | Delphine Claudel                  | —            | —            | —            | —            | —         | —         | 13:36,6   | +4:25,9 | 12.     |
| Sztafeta kobiet 4×5 km                              | suma                              | —            | —            | —            | —            | —         | —         | 55:50,2   | +4:25,9 | 12.     |
| Sprint indywidualny mężczyzn stylem klasycznym      | Lucas Chanavat                    | 3:15,95      | 18. Q        | 3:18,25      | 5. nq        | NQ        | NQ        | NQ        | NQ      | 34.     |
| Sprint indywidualny mężczyzn stylem klasycznym      | Baptiste Gros                     | 3:16,27      | 20. Q        | 3:18,62      | 2. Q         | 3:27,44   | 6. nq     | NQ        | NQ      | 12.     |
| Sprint indywidualny mężczyzn stylem klasycznym      | Richard Jouve                     | 3:17,69      | 29. Q        | 3:12,40      | 3. nq        | NQ        | NQ        | NQ        | NQ      | 16.     |
| Sprint drużynowy mężczyzn stylem dowolnym           | Richard Jouve Maurice Manificat   | —            | —            | —            | —            | 16:04,45  | 2. Q      | 15:58,28  | +2,02   | 3.      |
| Bieg indywidualny mężczyzn na 15 km stylem dowolnym | Adrien Backscheider               | —            | —            | —            | —            | —         | —         | 35:12,0   | +1:28,1 | 17.     |
| Bieg indywidualny mężczyzn na 15 km stylem dowolnym | Jean-Marc Gaillard                | —            | —            | —            | —            | —         | —         | 35:35,2   | +1:51,3 | 23.     |
| Bieg indywidualny mężczyzn na 15 km stylem dowolnym | Maurice Manificat                 | —            | —            | —            | —            | —         | —         | 34:10,9   | +27,0   | 5.      |
| Bieg indywidualny mężczyzn na 15 km stylem dowolnym | Clément Parisse                   | —            | —            | —            | —            | —         | —         | 35:39,0   | +1:55,1 | 26.     |
| Bieg łączony mężczyzn na 30 km                      | Jean-Marc Gaillard                | —            | —            | —            | —            | —         | —         | 1:18:48,5 | +2:28,5 | 28.     |
| Bieg łączony mężczyzn na 30 km                      | Jules Lapierre                    | —            | —            | —            | —            | —         | —         | 1:17:19,1 | +59,1   | 15.     |
| Bieg łączony mężczyzn na 30 km                      | Maurice Manificat                 | —            | —            | —            | —            | —         | —         | 1:16:34,2 | +14,2   | 5.      |
| Bieg łączony mężczyzn na 30 km                      | Clément Parisse                   | —            | —            | —            | —            | —         | —         | 1:17:08,6 | +48,6   | 13.     |
| Bieg masowy mężczyzn na 50 km stylem klasycznym     | Jean-Marc Gaillard                | —            | —            | —            | —            | —         | —         | 2:14:31,4 | +6:09,3 | 18.     |
| Bieg masowy mężczyzn na 50 km stylem klasycznym     | Clément Parisse                   | —            | —            | —            | —            | —         | —         | 2:17:25,4 | +9:03,3 | 24.     |
| Sztafeta mężczyzn 4×10 km                           | Jean-Marc Gaillard                | —            | —            | —            | —            | —         | —         | 24:51,7   | +36,9   | 3.      |
| Sztafeta mężczyzn 4×10 km                           | Maurice Manificat                 | —            | —            | —            | —            | —         | —         | 24:55,1   | +36,9   | 3.      |
| Sztafeta mężczyzn 4×10 km                           | Clément Parisse                   | —            | —            | —            | —            | —         | —         | 21:24,2   | +36,9   | 3.      |
| Sztafeta mężczyzn 4×10 km                           | Adrien Backscheider               | —            | —            | —            | —            | —         | —         | 22:30,8   | +36,9   | 3.      |
| Sztafeta mężczyzn 4×10 km                           | suma                              | —            | —            | —            | —            | —         | —         | 1:33:41,8 | +36,9   | 3.      |

### Bobsleje
| Konkurencja      | Zawodnicy                                                      | Ślizg 1 | Ślizg 1 | Ślizg 2 | Ślizg 2 | Ślizg 3 | Ślizg 3 | Ślizg 4 | Ślizg 4 | Czas łączny | Miejsce |
| Konkurencja      | Zawodnicy                                                      | Czas    | Miejsce | Czas    | Miejsce | Czas    | Miejsce | Czas    | Miejsce | Czas łączny | Miejsce |
| ---------------- | -------------------------------------------------------------- | ------- | ------- | ------- | ------- | ------- | ------- | ------- | ------- | ----------- | ------- |
| Dwójki mężczyzn  | Dorian Hauterville Romain Heinrich                             | 49,74   | 18.     | 49,73   | 18.     | 49,55   | 12.     | 49,46   | 7.      | 3:18,48     | 13.     |
| Czwórki mężczyzn | Loïc Costerg Vincent Ricard Vincent Castell Dorian Hauterville | 49,09   | 12.     | 49,36   | 11.     | 49,19   | 10.     | 49,92   | 20.     | 3:17,56     | 11.     |

### Kombinacja norweska
| Konkurencja                                    | Zawodnik            | Skoki | Skoki | Skoki   | Biegi   | Biegi   | Czas    | Miejsce |
| Konkurencja                                    | Zawodnik            | Skok  | Nota  | Miejsce | Czas    | Miejsce | Czas    | Miejsce |
| ---------------------------------------------- | ------------------- | ----- | ----- | ------- | ------- | ------- | ------- | ------- |
| Konkurs indywidualny – skocznia normalna/10 km | François Braud      | 101,5 | 108,6 | 12.     | 25:12,5 | 30.     | 26:40,5 | 15.     |
| Konkurs indywidualny – skocznia normalna/10 km | Antoine Gérard      | 96,5  | 92,9  | 24.     | 25:05,8 | 26.     | 27:36,8 | 26.     |
| Konkurs indywidualny – skocznia normalna/10 km | Maxime Laheurte     | 104,5 | 110,7 | 10.     | 24:54,5 | 21.     | 26:14,5 | 11.     |
| Konkurs indywidualny – skocznia normalna/10 km | Jason Lamy Chappuis | 96,0  | 97,7  | 19.     | 25:36,9 | 35.     | 27:48,9 | 31.     |
| Konkurs indywidualny – skocznia duża/10 km     | François Braud      | 121,0 | 112,6 | 17.     | 23:39,6 | 12.     | 25:24,6 | 15.     |
| Konkurs indywidualny – skocznia duża/10 km     | Antoine Gérard      | 108,0 | 85,5  | 36.     | 23:46,3 | 14.     | 27:20,3 | 32.     |
| Konkurs indywidualny – skocznia duża/10 km     | Maxime Laheurte     | 128,5 | 122,6 | 11.     | 24:17,8 | 27.     | 25:22,8 | 14.     |
| Konkurs indywidualny – skocznia duża/10 km     | Jason Lamy Chappuis | 118,5 | 94,9  | 31.     | 24:21,5 | 28.     | 27:17,5 | 30.     |
| Konkurs drużynowy – skocznia duża/4×5 km       | François Braud      | 129,5 | 111,7 | 5.      | 11:47,2 | 3.      | 48:37,0 | 5.      |
| Konkurs drużynowy – skocznia duża/4×5 km       | Antoine Gérard      | 127,0 | 97,6  | 5.      | 11:39,8 | 4.      | 48:37,0 | 5.      |
| Konkurs drużynowy – skocznia duża/4×5 km       | Maxime Laheurte     | 133,0 | 116,4 | 5.      | 12:00,8 | 7.      | 48:37,0 | 5.      |
| Konkurs drużynowy – skocznia duża/4×5 km       | Jason Lamy Chappuis | 127,5 | 92,2  | 5.      | 12:00,2 | 3.      | 48:37,0 | 5.      |

### Łyżwiarstwo figurowe
| Konkurencja      | Zawodnik                              | Taniec krótki | Taniec krótki | Taniec dowolny | Taniec dowolny | Nota łączna | Nota łączna |
| Konkurencja      | Zawodnik                              | Punkty        | Miejsce       | Punkty         | Miejsce        | Punkty      | Miejsce     |
| ---------------- | ------------------------------------- | ------------- | ------------- | -------------- | -------------- | ----------- | ----------- |
| Solistki         | Maé-Bérénice Méité                    | 53,67         | 22. Q         | 106,25         | 18.            | 159,92      | 19.         |
| Soliści          | Chafik Besseghier                     | 72,10         | 26. nq        | NQ             | NQ             | 72,10       | 26.         |
| Pary sportowe    | Vanessa James Morgan Ciprès           | 75,34         | 6. Q          | 143,19         | 5.             | 218,53      | 5.          |
| Pary taneczne    | Gabriella Papadakis Guillaume Cizeron | 81,93         | 2. Q          | 123,35         | 1.             | 205,28      | 2.          |
| Pary taneczne    | Marie-Jade Lauriault Romain Le Gac    | 59,97         | 18. Q         | 89,62          | 17.            | 149,59      | 17.         |
| Zawody drużynowe | Chafik Besseghier                     | 61,06 (1)     | 10.           | NQ             | NQ             | 13          | 10.         |
| Zawody drużynowe | Maé-Bérénice Méité                    | 46,62 (2)     | 9.            | NQ             | NQ             | 13          | 10.         |
| Zawody drużynowe | Vanessa James Morgan Ciprès           | 68,49 (5)     | 6.            | NQ             | NQ             | 13          | 10.         |
| Zawody drużynowe | Marie-Jade Lauriault Romain Le Gac    | 57,94 (5)     | 6.            | NQ             | NQ             | 13          | 10.         |
| Zawody drużynowe | suma                                  | —             | —             | —              | —              | 13          | 10.         |

### Łyżwiarstwo szybkie
| Konkurencja             | Zawodnik      | Półfinał | Półfinał | Półfinał | Finał  | Finał   | Finał   |
| Konkurencja             | Zawodnik      | Punkty   | Czas     | Miejsce  | Punkty | Czas    | Miejsce |
| ----------------------- | ------------- | -------- | -------- | -------- | ------ | ------- | ------- |
| Bieg na 1500 m mężczyzn | Alexis Contin | N/A      | N/A      | N/A      | N/A    | 1:47,33 | 22.     |
| Bieg na 5000 m mężczyzn | Alexis Contin | N/A      | N/A      | N/A      | N/A    | 6:18,13 | 11.     |
| Bieg masowy mężczyzn    | Alexis Contin | 3        | 8:28,70  | 8. Q     | 0      | 7:45,64 | 10.     |

### Narciarstwo alpejskie
| Konkurencja              | Zawodnik                 | Przejazd 1 | Przejazd 1 | Przejazd 2 | Przejazd 2 | Czas łączny | Miejsce |
| Konkurencja              | Zawodnik                 | Czas       | Miejsce    | Czas       | Miejsce    | Czas łączny | Miejsce |
| ------------------------ | ------------------------ | ---------- | ---------- | ---------- | ---------- | ----------- | ------- |
| Zjazd kobiet             | Laura Gauché             | —          | —          | —          | —          | 1:42,29     | 22.     |
| Zjazd kobiet             | Tiffany Gauthier         | —          | —          | —          | —          | 1:41,04     | 13.     |
| Zjazd kobiet             | Romane Miradoli          | —          | —          | —          | —          | 1:41,64     | 18.     |
| Zjazd kobiet             | Jennifer Piot            | —          | —          | —          | —          | 1:41,17     | 16.     |
| Slalom kobiet            | Adeline Baud-Mugnier     | 1:12,89    | 17.        | 1:11,04    | 26.        | 2:23,93     | 20.     |
| Slalom kobiet            | Nastasia Noens           | 51,84      | 23.        | 50,44      | 13.        | 1:42,28     | 20.     |
| Slalom gigant kobiet     | Adeline Baud-Mugnier     | 52,65      | 31.        | DNF        | DNF        | DNF         | DNF2    |
| Slalom gigant kobiet     | Taïna Barioz             | 1:13,54    | 23.        | 1:10,06    | 15.        | 2:23,60     | 19.     |
| Slalom gigant kobiet     | Tessa Worley             | 1:12,06    | 14.        | 1:09,00    | 2.         | 2:21,06     | 7.      |
| Supergigant kobiet       | Tiffany Gauthier         | —          | —          | —          | —          | 1:22,56     | 22.     |
| Supergigant kobiet       | Romane Miradoli          | —          | —          | —          | —          | 1:22,36     | 19.     |
| Supergigant kobiet       | Jennifer Piot            | —          | —          | —          | —          | 1:22,38     | 20.     |
| Supergigant kobiet       | Tessa Worley             | —          | —          | —          | —          | 1:23,54     | 28.     |
| Superkombinacja kobiet   | Anne Sophie Barthet      | DNS        | DNS        | DNS        | DNS        | DNS         | DNS1    |
| Superkombinacja kobiet   | Laura Gauché             | 1:42,15    | 11.        | 42,64      | 12.        | 2:24,79     | 12.     |
| Superkombinacja kobiet   | Romane Miradoli          | 1:41,83    | 9.         | DNF        | DNF        | DNF         | DNF2    |
| Zjazd mężczyzn           | Johan Clarey             | —          | —          | —          | —          | 1:42,39     | 18.     |
| Zjazd mężczyzn           | Maxence Muzaton          | —          | —          | —          | —          | 1:42,96     | 23.     |
| Zjazd mężczyzn           | Brice Roger              | —          | —          | —          | —          | 1:41,39     | 8.      |
| Zjazd mężczyzn           | Adrien Théaux            | —          | —          | —          | —          | 1:42,99     | 26.     |
| Slalom mężczyzn          | Jean-Baptiste Grange     | DNF        | DNF        | DNS        | DNS        | DNF         | DNF1    |
| Slalom mężczyzn          | Victor Muffat-Jeandet    | 48,54      | 6.         | 51,18      | 11.        | 1:39,72     | 5.      |
| Slalom mężczyzn          | Clément Noël             | 48,58      | 7.         | 51,12      | 10.        | 1:39,70     | 4.      |
| Slalom mężczyzn          | Alexis Pinturault        | 48,34      | 3.         | 51,41      | 14.        | 1:39,75     | 6.      |
| Slalom gigant mężczyzn   | Mathieu Faivre           | 1:09,06    | 5.         | 1:10,93    | 20.        | 2:19,99     | 7.      |
| Slalom gigant mężczyzn   | Thomas Fanara            | 1:09,22    | 6.         | 1:10,61    | 16.        | 2:19,83     | 5.      |
| Slalom gigant mężczyzn   | Victor Muffat-Jeandet    | 1:09,44    | 8.         | 1:10,41    | 10.        | 2:19,85     | 6.      |
| Slalom gigant mężczyzn   | Alexis Pinturault        | 1:08,90    | 2.         | 1:10,45    | 12.        | 2:19,35     | 3.      |
| Supergigant mężczyzn     | Blaise Giezendanner      | —          | —          | —          | —          | 1:24,82     | 4.      |
| Supergigant mężczyzn     | Maxence Muzaton          | —          | —          | —          | —          | 1:26,08     | 18.     |
| Supergigant mężczyzn     | Brice Roger              | —          | —          | —          | —          | 1:26,10     | 19.     |
| Supergigant mężczyzn     | Adrien Théaux            | —          | —          | —          | —          | 1:25,76     | 15.     |
| Superkombinacja mężczyzn | Thomas Mermillod-Blondin | 1:20,89    | 17.        | 47,13      | 6.         | 2:08,02     | 6.      |
| Superkombinacja mężczyzn | Victor Muffat-Jeandet    | 1:21,57    | 29.        | 45,97      | 2.         | 2:07,54     | 3.      |
| Superkombinacja mężczyzn | Maxence Muzaton          | 1:20,58    | 14.        | DNF        | DNF        | DNF         | DNF2    |
| Superkombinacja mężczyzn | Alexis Pinturault        | 1:20,28    | 10.        | 46,47      | 3.         | 2:06,75     | 2.      |

| Konkurencja      | Skład zespołu                                                                                   | Kwalifikacje | Kwalifikacje | Ćwierćfinał | Ćwierćfinał | Półfinał   | Półfinał | Finał      | Finał | Miejsce |
| Konkurencja      | Skład zespołu                                                                                   | Przeciwnik   | Wynik        | Przeciwnik  | Wynik       | Przeciwnik | Wynik    | Przeciwnik | Wynik | Miejsce |
| ---------------- | ----------------------------------------------------------------------------------------------- | ------------ | ------------ | ----------- | ----------- | ---------- | -------- | ---------- | ----- | ------- |
| Zawody drużynowe | Julien Lizeroux Clément Noël Alexis Pinturault Adeline Baud-Mugnier Nastasia Noens Tessa Worley | CAN          | W 2-2        | ITA         | W 3-1       | SUI        | P 1-3    | NOR        | P 2-2 | 4.      |

### Narciarstwo dowolne
| Konkurencja               | Zawodnik                 | Kwalifikacje | Kwalifikacje | Kwalifikacje | Kwalifikacje | Kwalifikacje | Kwalifikacje | 1/8  | 1/4   | 1/2   | Finał             | Finał | Finał | Finał | Finał | Miejsce |
| Konkurencja               | Zawodnik                 | T            | P1           | P2           | P3           | W            | M            | 1/8  | 1/4   | 1/2   | T                 | P1    | P2    | P3    | W     | Miejsce |
| ------------------------- | ------------------------ | ------------ | ------------ | ------------ | ------------ | ------------ | ------------ | ---- | ----- | ----- | ----------------- | ----- | ----- | ----- | ----- | ------- |
| Jazda po muldach kobiet   | Camille Cabrol           | 31,96        | 44,7 DNF     | 12,21 DNF    | 11,98 DNF    | 68,89        | 16. 12. nq   | —    | —     | —     | NQ                | NQ    | NQ    | NQ    | —     | 22.     |
| Jazda po muldach kobiet   | Perrine Laffont          | 28,87        | 50,5         | 13,75        | 15,47        | 79,72        | 1. Q         | —    | —     | —     | 29,33 29,78 29,36 | 75,76 | 77,86 | 78,65 | —     | 1.      |
| Slopestyle kobiet         | Lou Barin                | —            | 50,60        | 38,40        | —            | 50,60        | 19. nq       | —    | —     | —     | —                 | NQ    | NQ    | NQ    | NQ    | 19.     |
| Slopestyle kobiet         | Tess Ledeux              | —            | 69,40        | 28,40        | —            | 69,40        | 15. nq       | —    | —     | —     | —                 | NQ    | NQ    | NQ    | NQ    | 15.     |
| Halfpipe kobiet           | Anaïs Caradeux           | —            | 25,00        | 72,80        | —            | 72,80        | 12. Q        | —    | —     | —     | —                 | DNS   | DNS   | DNS   | DNS   | 12.     |
| Halfpipe kobiet           | Marie Martinod           | —            | 91,60        | 92,00        | —            | 92,00        | 2. Q         | —    | —     | —     | —                 | 92,20 | 92,60 | 23,20 | 92,60 | 2.      |
| Skicross kobiet           | Alizée Baron             | 1:14,11      | —            | —            | —            | —            | 6. Q         | 1. Q | 2. Q  | DNF   | —                 | —     | —     | —     | 1.    | 5.      |
| Skicross kobiet           | Marielle Berger-Sabbatel | 1:15,60      | —            | —            | —            | —            | 12. Q        | 2.   | 3. nq | NQ    | —                 | —     | —     | —     | NQ    | 10.     |
| Jazda po muldach mężczyzn | Anthony Benna            | 25,48 25,45  | 14,40 14,44  | 13,18 10,56  | 48,7 35,3    | 76,28 60,30  | 12. 6. Q     | —    | —     | —     | 24,85             | 76,43 | NQ    | NQ    | —     | 13.     |
| Jazda po muldach mężczyzn | Benjamin Cavet           | 26,40 25,42  | 13,19 14,48  | 13,65 13,35  | 45,9 43,2    | 72,74 71,03  | 21. 15. nq   | —    | —     | —     | NQ                | NQ    | NQ    | NQ    | —     | 25.     |
| Jazda po muldach mężczyzn | Sacha Theocharis         | 24,89        | 15,18        | 13,67        | 47,7         | 76,55        | 10. Q        | —    | —     | —     | 23,97             | 77,09 | 34,49 | NQ    | —     | 9.      |
| Slopestyle mężczyzn       | Antoine Adelisse         | —            | 10,00        | 17,60        | —            | 17,60        | 30. nq       | —    | —     | —     | —                 | NQ    | NQ    | NQ    | NQ    | 30.     |
| Slopestyle mężczyzn       | Benoit Buratti           | —            | 67,00        | 62,00        | —            | 67,00        | 21. nq       | —    | —     | —     | —                 | NQ    | NQ    | NQ    | NQ    | 21.     |
| Halfpipe mężczyzn         | Thomas Krief             | —            | 74,40        | 25,80        | —            | 74,40        | 10. Q        | —    | —     | —     | —                 | 9,80  | DNS   | DNS   | 9,80  | 10.     |
| Halfpipe mężczyzn         | Kevin Rolland            | —            | 87,80        | 37,80        | —            | 87,80        | 6. Q         | —    | —     | —     | —                 | 6,40  | 6,40  | 5,60  | 6,40  | 11.     |
| Skicross mężczyzn         | Arnaud Bovolenta         | 1:10,12      | —            | —            | —            | —            | 14. Q        | 2. Q | 2. Q  | 3. QB | —                 | —     | —     | —     | 2.    | 6.      |
| Skicross mężczyzn         | Jean Frédéric Chapuis    | 1:09,84      | —            | —            | —            | —            | 7. Q         | 2. Q | 4. nq | NQ    | —                 | —     | —     | —     | NQ    | 13.     |
| Skicross mężczyzn         | François Place           | 1:10,26      | —            | —            | —            | —            | 18. Q        | 1. Q | 3. nq | NQ    | —                 | —     | —     | —     | NQ    | 10.     |
| Skicross mężczyzn         | Terence Tchiknavorian    | 1:10,41      | —            | —            | —            | —            | 24. Q        | DNF  | NQ    | NQ    | —                 | —     | —     | —     | NQ    | 28.     |

### Short track
| Konkurencja             | Zawodnik             | Kwalifikacje | Kwalifikacje | Ćwierćfinał | Ćwierćfinał | Półfinał | Półfinał | Finał    | Finał   | Miejsce |
| Konkurencja             | Zawodnik             | Czas         | Pozycja      | Czas        | Pozycja     | Czas     | Pozycja  | Czas     | Pozycja | Miejsce |
| ----------------------- | -------------------- | ------------ | ------------ | ----------- | ----------- | -------- | -------- | -------- | ------- | ------- |
| Bieg na 500 m kobiet    | Tifany Huot-Marchand | 44,659       | 3. nq        | NQ          | NQ          | NQ       | NQ       | NQ       | NQ      | 22.     |
| Bieg na 500 m kobiet    | Véronique Pierron    | 43,148       | 4. nq        | NQ          | NQ          | NQ       | NQ       | NQ       | NQ      | 25.     |
| Bieg na 1000 m kobiet   | Véronique Pierron    | 1:35,299     | 2. Q         | 1:30,323    | 4. nq       | NQ       | NQ       | NQ       | NQ      | 15.     |
| Bieg na 1500 m kobiet   | Tifany Huot-Marchand | 2:29,996     | 4. nq        | —           | —           | NQ       | NQ       | NQ       | NQ      | 23.     |
| Bieg na 1500 m kobiet   | Véronique Pierron    | 2:22,119     | 3. Q         | —           | —           | 2:28,023 | 5. nq    | NQ       | NQ      | 13.     |
| Bieg na 500 m mężczyzn  | Thibaut Fauconnet    | 1:04,756     | 4. nq        | NQ          | NQ          | NQ       | NQ       | NQ       | NQ      | 27.     |
| Bieg na 500 m mężczyzn  | Sébastien Lepape     | 40,900       | 3. nq        | NQ          | NQ          | NQ       | NQ       | NQ       | NQ      | 22.     |
| Bieg na 1000 m mężczyzn | Thibaut Fauconnet    | 1:24,381     | 2. Q         | 1:24,344    | 3. nq       | NQ       | NQ       | NQ       | NQ      | 12.     |
| Bieg na 1000 m mężczyzn | Sébastien Lepape     | 1:23,489     | 3. nq        | NQ          | NQ          | NQ       | NQ       | NQ       | NQ      | 19.     |
| Bieg na 1500 m mężczyzn | Thibaut Fauconnet    | 2:15,768     | 2. Q         | —           | —           | 2:12,049 | 2. Q     | 2:53,150 | 7.      | 7.      |
| Bieg na 1500 m mężczyzn | Sébastien Lepape     | 2:13,965     | 2. Q         | —           | —           | 2:11,967 | 5. nq    | NQ       | NQ      | 15.     |

### Skoki narciarskie
| Konkurencja                                        | Zawodnik                 | Kwalifikacje | Kwalifikacje | Kwalifikacje | Seria 1 | Seria 1 | Seria 1 | Seria 2 | Seria 2 | Seria 2 | Nota  | Miejsce |
| Konkurencja                                        | Zawodnik                 | Skok         | Nota         | Miejsce      | Skok    | Nota    | Miejsce | Skok    | Nota    | Miejsce | Nota  | Miejsce |
| -------------------------------------------------- | ------------------------ | ------------ | ------------ | ------------ | ------- | ------- | ------- | ------- | ------- | ------- | ----- | ------- |
| Konkurs indywidualny kobiet na skoczni normalnej   | Léa Lemare               | —            | —            | —            | 74,5    | 62,3    | 29. Q   | 93,5    | 84,5    | 19.     | 146,8 | 28.     |
| Konkurs indywidualny kobiet na skoczni normalnej   | Lucile Morat             | —            | —            | —            | 86,5    | 79,7    | 19. Q   | 86,5    | 75,1    | 27.     | 154,8 | 21.     |
| Konkurs indywidualny mężczyzn na skoczni normalnej | Jonathan Learoyd         | 94,5         | 106,7        | 30. Q        | 98,5    | 104,1   | 25. Q   | 100,5   | 103,8   | 21.     | 207,9 | 27.     |
| Konkurs indywidualny mężczyzn na skoczni normalnej | Vincent Descombes Sevoie | 86,5         | 92,1         | 44. Q        | 90,0    | 82,4    | 43. nq  | NQ      | NQ      | NQ      | NQ    | 43.     |
| Konkurs indywidualny mężczyzn na skoczni dużej     | Jonathan Learoyd         | 124,0        | 92,1         | 34. Q        | 119,5   | 100,1   | 41. nq  | NQ      | NQ      | NQ      | NQ    | 41.     |
| Konkurs indywidualny mężczyzn na skoczni dużej     | Vincent Descombes Sevoie | 114,0        | 69,9         | 48. Q        | 105,0   | 75,9    | 50. nq  | NQ      | NQ      | NQ      | NQ    | 50.     |

### Snowboarding
| Konkurencja                       | Zawodnik            | Kwalifikacje | Kwalifikacje | Kwalifikacje | Kwalifikacje | 1/8     | 1/4     | 1/2   | Finał | Finał | Finał | Finał   | Miejsce |
| Konkurencja                       | Zawodnik            | P1           | P2           | W            | M            | 1/8     | 1/4     | 1/2   | P1    | P2    | P3    | W       | Miejsce |
| --------------------------------- | ------------------- | ------------ | ------------ | ------------ | ------------ | ------- | ------- | ----- | ----- | ----- | ----- | ------- | ------- |
| Halfpipe kobiet                   | Clémence Grimal     | 14,25        | 13,00        | 14,25        | 24. nq       | —       | —       | —     | NQ    | NQ    | NQ    | NQ      | 24.     |
| Halfpipe kobiet                   | Sophie Rodriguez    | 65,00        | 13,50        | 65,00        | 9. Q         | —       | —       | —     | 50,50 | 14,75 | 13,75 | 50,50   | 10.     |
| Halfpipe kobiet                   | Mirabelle Thovex    | 62,25        | 64,25        | 64,25        | 10. Q        | —       | —       | —     | 59,50 | 30,25 | 63,00 | 63,00   | 9.      |
| Slopestyle kobiet                 | Lucile Lefevre      | —            | —            | —            | —            | —       | —       | —     | 28,35 | 17,31 | —     | 28,35   | 25.     |
| Snowboard cross kobiet            | Charlotte Bankes    | 1:18,18      | —            | 1:18,18      | 5. Q         | —       | 3. Q    | DNF   | —     | —     | —     | 1.      | 7.      |
| Snowboard cross kobiet            | Nelly Moenne-Loccoz | 1:20,23      | —            | 1:20,23      | 8. Q         | —       | 3. Q    | 5. QB | —     | —     | —     | 4.      | 10.     |
| Snowboard cross kobiet            | Julia Pereira       | 1:21,72      | 1:20,17      | 1:20,17      | 15. Q        | —       | 2. Q    | 2. Q  | —     | —     | —     | 2.      | 2.      |
| Snowboard cross kobiet            | Chloé Trespeuch     | 1:18,51      | —            | 1:18,51      | —            | 6. Q    | 1. Q    | 2. Q  | —     | —     | —     | 5.      | 5.      |
| Snowboard cross mężczyzn          | Loan Bozzolo        | 1:16,15      | 1:16,11      | 1:16,11      | 35. Q        | 3. Q    | DNF     | NQ    | —     | —     | —     | NQ      | 24.     |
| Snowboard cross mężczyzn          | Merlin Surget       | 1:13,82      | —            | 1:13,82      | 5. Q         | 3. Q    | DNF     | NQ    | —     | —     | —     | NQ      | 17.     |
| Snowboard cross mężczyzn          | Pierre Vaultier     | 1:13,14      | —            | 1:13,14      | 1. Q         | 2. Q    | 1. Q    | 3. Q  | —     | —     | —     | 1.      | 1.      |
| Snowboard cross mężczyzn          | Ken Vuagnoux        | 1:14,29      | —            | 1:14,29      | 10. Q        | 2. Q    | DNF     | NQ    | —     | —     | —     | NQ      | 21.     |
| Slalom gigant równoległy mężczyzn | Sylvain Dufour      | 41,92        | 43,35        | 1:25,27      | 4. Q         | -0,10 W | -0,19 W | DNF   | —     | —     | —     | +1,49 P | 4.      |